# Jana Brejchová

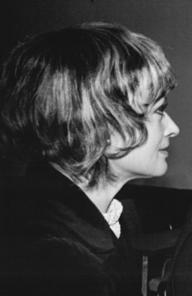
Jana Brejchová (1975)

Jana Brejchová (* 20. Januar 1940 in Prag) ist eine tschechische Schauspielerin.

## Leben und Karriere
Jana Brejchová begann schon in ihrer Jugend in tschechischen Filmen mitzuwirken. 1956 machte sie ihren Schulabschluss. In der zweiten Hälfte der 1950er-Jahre entwickelte sie sich zu einem Star im tschechischen Kino. Ihr großer Vorteil war ihre natürliche Ausstrahlung.
In den 1960er-Jahren gastierte sie häufig in ausländischen Filmen, darunter in Kinofilmen beider damaliger deutscher Staaten. Zum ersten Mal spielte sie bei der DEFA in Kurt Maetzigs Der Traum des Hauptmann Loy. In der Bundesrepublik folgte zwei Jahre später Kurt Hoffmanns Komödie Schloß Gripsholm, wo sie die Hauptrolle neben Walter Giller spielte. Im selben Jahr spielte sie erneut in der DDR, diesmal im DFF-Fernsehfilm Der andere neben dir. Zwei Jahre später feierte sie ihren größten Erfolg im deutschen Film mit einer der Hauptrollen in Das Haus in der Karpfengasse, für den sie mehrfach ausgezeichnet wurde und bei dem unter anderem Edith Schultze-Westrum und Wolfgang Kieling mitwirkten. Sie wirkte bis zum Jahr 2009 in über 110 Film-und-Fernsehproduktionen mit. Gelegentlich war sie auch als Drehbuchautorin tätig.
1958 heiratete sie den Regisseur Miloš Forman, von dem sie 1962 wieder geschieden wurde. In zweiter Ehe war sie von 1962 bis 1964 mit dem Schauspieler und Regisseur Ulrich Thein verheiratet, den sie bei den Dreharbeiten zu Der andere neben dir kennengelernt hatte. Von 1964 bis 1980 war sie in dritter Ehe mit dem Schauspieler Vlastimil Brodský verheiratet. Beide traten mehrfach zusammen auf, so auch in deutschen Produktionen. Ihre gemeinsame Tochter Tereza Brodská ist ebenfalls als Schauspielerin tätig. In vierter Ehe war sie von 1997 bis zu seinem Tod mit dem Schauspieler Jiří Zahajský (1939–2007) verheiratet. Auch ihre jüngere Schwester Hana Brejchová (1946–2024) war als Schauspielerin tätig.
Brejchová wurde vielfach ausgezeichnet. Zu den bedeutendsten Preisen gehören der Deutsche Filmpreis 1965 als beste Darstellerin für Das Haus in der Karpfengasse, zwei Silberne Segel bei den Filmfestspielen von Locarno für Das höhere Prinzip (Vyšší princip, 1960, Beste Darstellerin und Beste Nachwuchsschauspielerin), 1968 und 1969 die Publikumspreise als beliebteste Schauspielerin beim Pilsener Filmfestival sowie 2000 der Actor's Mission Award beim Art Film Festival.

## Filmografie (Auswahl)
- 1957: Die goldene Spinne (Zlatý pavouk)
- 1958: Er gehört mir (Vlčí jáma)
- 1959: Sterne im Mai (Maiskije swjosdy)
- 1960: Das höhere Prinzip (Vyšší princip)
- 1961: Der Traum des Hauptmann Loy
- 1961: Labyrinth des Herzens (Lavrint srdce)
- 1962: Baron Münchhausen (Baron Prasil)
- 1962: Alle Tage Sonntag (Pirosbetüs hetköznap)
- 1963: Schloß Gripsholm
- 1964: Mut für den Alltag (Kazdy den odvahu)
- 1965: Das Haus in der Karpfengasse
- 1965: Schüsse im 3/4 Takt
- 1966: Pfeifen, Betten, Turteltauben (Dymky)
- 1967: Die Rückkehr des verlorenen Sohnes (Navrat ztraceneho syna)
- 1968: Die Giraffe im Fenster (Zirafa v okne)
- 1970: Drei schwache Stunden (Luk královny Dorotky)
- 1970: Ich habe Einstein umgebracht (Zabil jsem Einsteina, panove)
- 1972: Ein Chirurg erinnert sich (Fernsehserie)
- 1972: Der Tod des schwarzen Königs (Smrt cerného krále)
- 1972: Fräulein Golem (Slecna Golem)
- 1974: Mordversuch (Pokus o vrazdu)
- 1974: Eine Nacht auf Karlstein (Noc na Karlstejne)
- 1974: Zurück ins Leben (Jelbeszéd)
- 1975: Passen wir zusammen, Liebling? (Hodíme se k sobe, milácku...?)
- 1976: Im Staub der Sterne
- 1978: Der Mann mit der Adlerhenne (Muz s orlem a slepicí)
- 1978: Die Schöne und das Ungeheuer (Panna a netvor)
- 1979: Unter dem Dachsfelsen (Pod Jezevci skalou)
- 1979: Auf der Spur des Wilderers (Na pytlacke stezce)
- 1979: Die Märchenbraut (Arabela, Fernsehserie, 12 Folgen)
- 1980: Aber Doktor (Fernsehfilm)
- 1980: Flucht nach Hause (Úteky domu)
- 1984: Das angolanische Tagebuch (Angolský deník, Fernsehfilm)
- 1985: Skalpell, bitte (Skalpel, prosím)
- 1985: Stille Freude (Tichá radost)
- 1986: Mich überfiel die Nacht (Zastihla me noc)
- 1986: Galoschen des Glücks (Galoše šťastia)
- 1987: Der Narr und die Königin (Sasek a kralovna)
- 1989: Neuralgische Punkte (Citlivá místa)
- 1993: Die Rückkehr der Märchenbraut (Arabela se vrací, Fernsehserie, 18 Folgen)
- 1993: Die verzauberte Anicka (Anicka s lískovymi orísky, Fernsehfilm)
- 2000: Die Empfängnis meines kleinen Bruders (Početí mého mladšího bratra)
- 2006: Kráska v nesnázích